# 资耀华

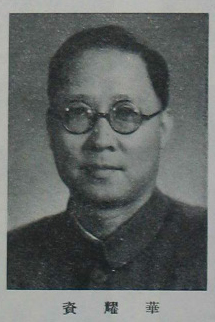
資耀華近照

资耀华（1900年—1996年），原名资朝琮，字璧如，号耀华，男，湖南耒阳人，中国银行家和金融学家，中国民主建国会中央委员会原常务委员，第二届至第七届全国政协委员。

## 履历
1939年11月，接替因离开天津而辞职的林凤苞，成为天津英租界工部局董事会华人董事。

## 家庭
大女儿是中国社会科学院美国研究所原所长资中筠，二女儿是中国舞蹈表演艺术家和理论家资华筠，三女儿是中国艺术研究院比较艺术中心副研究员资民筠。